# Chariesthes obscura
Chariesthes obscura är en skalbaggsart som först beskrevs av Charles Joseph Gahan 1890.  Chariesthes obscura ingår i släktet Chariesthes och familjen långhorningar.
Artens utbredningsområde är:
- Angola.
- Zimbabwe.

Inga underarter finns listade i Catalogue of Life.